# Buddy Rich
Buddy Rich (Nueva York, 30 de septiembre de 1917 - Los Ángeles, 2 de abril de 1987) fue un baterista estadounidense de jazz, representante del swing, bop y, en general, del jazz de las big bands.
Es uno de los músicos más prestigiosos en el ámbito de la batería jazzística, reconocido por su técnica, rapidez y habilidad en los solos.

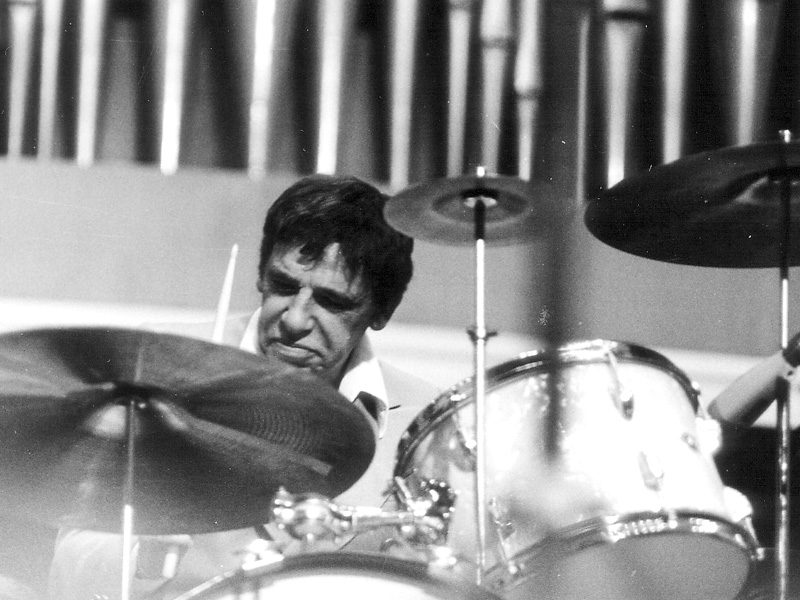
En Colonia, en 1977.

## Biografía
Buddy Rich empezó a tocar la batería en mundo del vodevil como «Traps, the Drum Wonder» cuando tenía sólo 4 años de edad; fue completamente autodidacta y su formación inicial la realizó a través de sus actuaciones en el vodevil, alternando su faceta de músico con la de bailarín y cantante.
Hacia 1938 descubrió el jazz y tocó en el grupo de Joe Marsala, de donde salió para entrar en la orquesta de Bunny Berigan. Durante 1939 tocó con Artie Shaw (en una época en la que su orquesta era la más popular), y luego de 1939 a 1945 (con un paréntesis para cumplir con el servicio militar) con Tommy Dorsey, en una etapa histórica. La prestigiosa fábrica de baterías Slingerland editó una serie de su famosa caja "Radio King", con la firma de Rich.
Rich formó una orquesta de bop durante 1945-1947 (que no tuvo gran éxito), estuvo de gira con Jazz at the Philharmonic, grabó con incontables estrellas de los años cincuenta para Verve (incluyendo a Charlie Parker, Lester Young, Art Tatum y Lionel Hampton), y trabajó con Les Brown, Charlie Ventura, Tommy Dorsey (1954-1955) y Harry James (entre 1953-1966, de forma interrumpida). Un ataque al corazón en 1959 le obligó a descansar; regresó como vocalista, aunque sin olvidarse de la batería.
En 1966, Buddy Rich formó una big band que sería su ocupación principal en sus últimos veinte años de vida. Su corazón le empezó a ocasionar problemas de nuevo en 1983, pero fue imposible que renunciase a la música hasta su muerte producida por un ataque al corazón en 1987. Sus restos se encuentran en el Cementerio Westwood Village Memorial Park de Los Ángeles, California.

## Selección discográfica
- 1956: This One's for Basie (Verve)
- 1959: Richcraft (Mercury)
- 1968: Mercy, Mercy [grabado en directo] (World Pacific)
- 1970: Keep the customer satisfied (Columbia)
- 1971: Time Being (Bluebird/RCA)
- 1971: Buddy Rich in London (RCA)
- 1974: The Roar of '74 (Groove Merchant)
- 1985: Mr. Drums: Live on King Street, San Francisco (Cafe)